# Tomaspis biolleyi
Tomaspis biolleyi är en insektsart som först beskrevs av William Lucas Distant 1900.  Tomaspis biolleyi ingår i släktet Tomaspis och familjen spottstritar. Inga underarter finns listade i Catalogue of Life.